# Adrià Pujol i Cruells
Adrià Pujol i Cruells (Begur, 20 de desembre de 1974) és un antropòleg, escriptor prolífic i traductor català. Va ser professor de l'escola ELISAVA (2005-2015) i impulsor de l'Observatori de la Vida Quotidiana.
Ha publicat llibres d'assaig, biografies, ficció i no-ficció. Col·labora habitualment amb el Diari de Girona, La Llança (diari d'oci i cultura d'El Nacional), L'Avenç i la Revista de Girona. Durant un viatge a Mèxic va publicar la biografia de Joseph Pujol, conegut com «Le Pétomane». El 2014 va publicar la novel·la autobiogràfica Picadura de Barcelona, motiu pel qual va ser nomenat Palafrugellenc de l'Any. Ha realitzat habitualment treballs de museografia, destacant la seva col·laboració amb el Museu Etnològic de Barcelona.

## Publicacions
- 2004 - Quin déu enamora (Curbet Edicions)
- 2008 - Biografia no autoritzada de Joseph Pujol, el Petòman (Curbet Edicions)
- 2008 - Entre el poder i la màscara. Una etnohistòria del Carnestoltes a Barcelona (Generalitat de Catalunya)
- 2011 - Escafarlata d'Empordà (Edicions Sidillà)[2]
- 2013 - Alteracions (Editorial Males Herbes)
- 2014 - Picadura de Barcelona (Edicions Sidillà)
- 2016 - Guia sentimental de l'Empordanet (Editorial Pòrtic)[5]
- 2017 - La carpeta és blava (LaBreu Edicions)
- 2018 - Els barcelonins (L'Avenç)[6]
- 2018 - El fill del corrector / Arre, arre, corrector (Hurtado y Ortega Editores)[7][8]
- 2018 - L'1 d'Octubre explicat a la menuda (Edicions Sidilià)[9]
- 2019 - La gola (Fragmenta Editorial)[10]
- 2019 - Míster Folch (Editorial Empúries)[11]
- 2020 - La vastitud (amb Albert Pijuan i Lucia Pietrelli, LaBreu Edicions)
- 2020 - L'embús de l'autobús (Editorial La Galera)[12]
- 2021 - Els llocs on ha dormit Jonàs (Editorial Empúries)[13][14]
- 2022 - I si. Especulacions sobre llenguatge i literatura (Arcàdia)[15]
- 2024 - Seixanta-sis sinofosos (H&O Editores)[16]
- 2024 - O no. Especulacions sobre l'escriptura (Arcàdia)

## Premis i reconeixements
- Premi de literatura experimental d'Olot per Qui déu enamora[2]
- Premi Crítica Serra d'Or de Traducció per L'Eclipsi de George Perec[17][18]
- Premi Manuel Serrat Crespo de Traducció Literària per L'Eclipsi de George Perec[19]